# 아팜 발릭

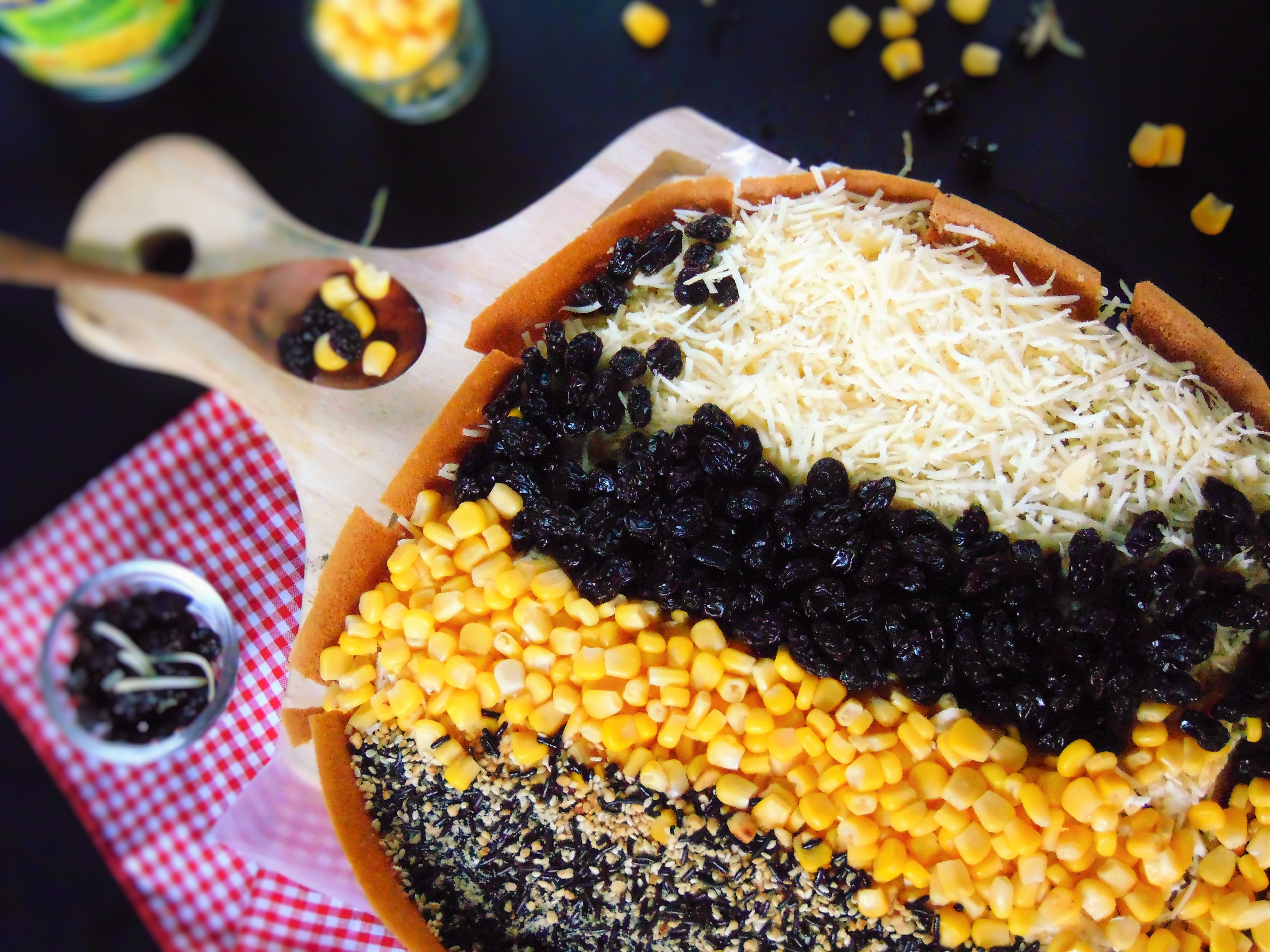
최근의 인도네시아 트랑 불란. 다양한 토핑을 곁들였다.

아팜 발릭(말레이어: apam balik), 트랑 불란(인도네시아어: terang bulan), 또는 마르타박 마니스(말레이어·인도네시아어: martabak manis)는 말레이시아, 브루나이, 싱가포르 및 인도네시아 전역의 전문 노점에서 흔히 볼 수 있는 음식이다. 이 후식은 지역에 따라 여러 가지 이름으로 알려져 있다.

## 이름
- 다이 가우 민(dai gau min, 차오저우어: dai6 go3 min7/大塊麵 다이고민, 한자음: 대괴면): 말레이시아 페락주
- 랑고우(광둥어: 冷糕, 월병: laang5 gou1, 한자음: 냉고): 홍콩
- 마르타박 마니스(말레이어·인도네시아어: martabak manis→단 마르타박)[4]: 인도네시아 수마트라섬, 자와섬(반튼주, 서자와주, 자카르타, 중앙자와주)
- 마르타박 방카(인도네시아어: martabak Bangka): 인도네시아 수마트라섬, 자와섬(반튼주, 서자와주, 자카르타, 중앙자와주)
- 막 판(mak pan, 하카어: ma̍k-pán/麥粄 막판, 한자음: 맥판): 말레이시아, 싱가포르
- 만젠궈(중국어: 曼煎粿, 병음: mànjiānguǒ, 한자음: 만전과)[5][6]: 싱가포르, 타이완
- 민 치앙 쿠에(min chiang kueh, 차오저우어: min7 ziang1 guê2/麵煎粿 민지앙구에, 한자음: 면전과): 말레이시아 조호르주, 싱가포르
- 반 지안 쿠에(ban jian kueh, 민난어: bān-chian-kóe/曼煎粿 반찌안꾸에, 한자음: 만전과): 싱가포르
- 반찌안꾸에(민난어: bān-chian-kóe/曼煎粿, 한자음: 만전과): 타이완
- 베아찌안(민난어: be̍h-á-chian/麥仔煎, 한자음: 맥자전): 타이완
- 사통갑벵(광둥어: 砂糖夾餅, 월병: saa1 tong4 gaap3 beng2, 한자음: 사탕협병): 홍콩
- 아팜 발릭(말레이어: apam balik)[7]: 말레이시아, 싱가포르
- 아팜 풀라우 피낭(말레이어·인도네시아어: apam Pulau Pinang)[7]: 말레이시아 피낭주, 인도네시아 수마트라섬, 자와섬(반튼주, 서자와주, 자카르타, 중앙자와주)
- 아팜 피낭(인도네시아어: apam Pinang): 인도네시아 폰티아낙
- 아퐁(말레이어: apong): 말레이시아 클란탄주
- 친 룽 파우(chin loong pau, 광둥어: 煎窿包, 월병: zin1 lung4 baau1 진룽바우[*], 한자음: 전륭포): 말레이시아 슬랑오르주, 쿠알라룸푸르
- 캅 피앙(kap piang, 민난어: kap-piáⁿ/夾餅 깝삐앙, 한자음: 협병): 말레이시아 사바주
- 쿠에 반둥(인도네시아어: kue Bandung): 인도네시아 스마랑
- 쿠에 불란(인도네시아어: kue bulan): 인도네시아 동부, 중부
- 쿠에 혹 로 판(인도네시아어: kue hok lo pan, 민난어: Hok-ló/福佬 헉로, 하카어: pán/粄 판, 한자음: 복로판): 인도네시아 방카섬
- 쿠이 말라야(말레이어: kuih Malaya)[8]: 브루나이
- 쿠이 하지(말레이어: kuih haji): 말레이시아
- 트랑 불란(인도네시아어: terang bulan→밝은 달)[9][10]: 인도네시아 동부, 중부
- 피넛 팬케이크(영어: peanut pancake): 싱가포르

## 역사
아팜 발릭의 시초는 청나라 말기의 중국 정치가이자 군사 지도자였던 좌종당과 관련이 있다고 믿어진다. 1855년에 태평천국의 군대가 푸젠성 지역을 침략했고, 좌종당은 반군을 진압하기 위해 군대를 이끌도록 임명되었다. 군인들에게 지역 주민들의 삶에 간섭하지 않고 음식을 제공하기 위해서 좌종당은 대파와 고추장과 함께 먹는 납작한 원형 빵에다가 현지에서 대량 생산 된 사탕수수 가루인 설탕과 땅콩을 사용하고 빵 안에 이 음식들을 채워 팬케이크와 같은 형태로 만들기로 결정했다. 아팜 발릭 또는 만전과의 요리법은 푸젠성 지역, 특히 취안저우시 주변 지역과 이후 중국 남동부 전역에 퍼졌다. 중국의 호키엔족이 동남아시아 국가로 이민을 올 때 가져 온 것이다.

## 만들기
아팜 발릭의 반죽물은 밀가루, 계란, 설탕, 베이킹 소다, 코코넛 밀크와 물을 섞어서 만들어진다. 반죽을 팬에 달라 붙지 않게 하기 위해서 두꺼운 둥근 철제 프라이팬 위에 마가린을 충분히 묻혀 조리한다. 그런 다음, 아팜 발릭의 속을 채우는 것으로 다른 재료들을 뿌려 넣는다. 가장 일반적이고 가장 전통적인 재료는 설탕과, 캔으로 포장 된 스위트콘과 함께 갈아놓은 땅콩이지만, 초콜릿 스프링클과 체다 치즈와 같은 현대적인 획기적인 조리도 가능하다. 그런 다음에 팬케이크 반죽을 접고 (이 과정으로 인해 "turnover pancake" 라고도 불린다.) 여러 조각으로 자른다.

## 변형
인도네시아에는 더 작은 팬으로 만든 더 작은 버전이 있는데, 그들은 마르타박 미니 (martabak mini) 또는 트랑 불란 미니(terang bulan mini) 라고 한다.
아팜 발릭의 질감은 보통 바삭바삭한 것에 가깝다 하지만, 반죽물 혹은 사용하는 프라이팬의 유형과 반죽물의 양에 따라 달라질 수 있다. 크럼펫과 비슷한 것에서부터 베어물었을 때 부서지는 작고 얇은 팬케이크 껍질 (후자는 일반적으로 아팜 발릭 니피스(Apam balik nipis)라고 불린다. 이는 '얆은 아팜 발릭'이라는 뜻이다.).
스라비라는 프라나칸과 밀접한 연관이 있는 인도네시아식 아팜 발릭이 있다. 여기서는 아폼 발릭 (apom balik) 이라고 불린다.

## 사진

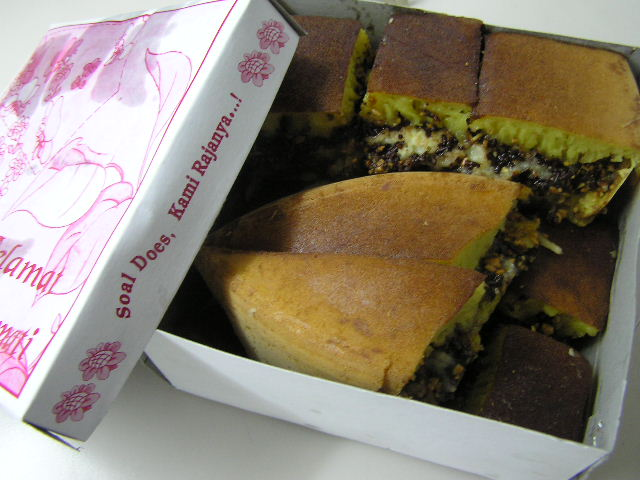
ㅡ타박 방카 또는 트랑 불란
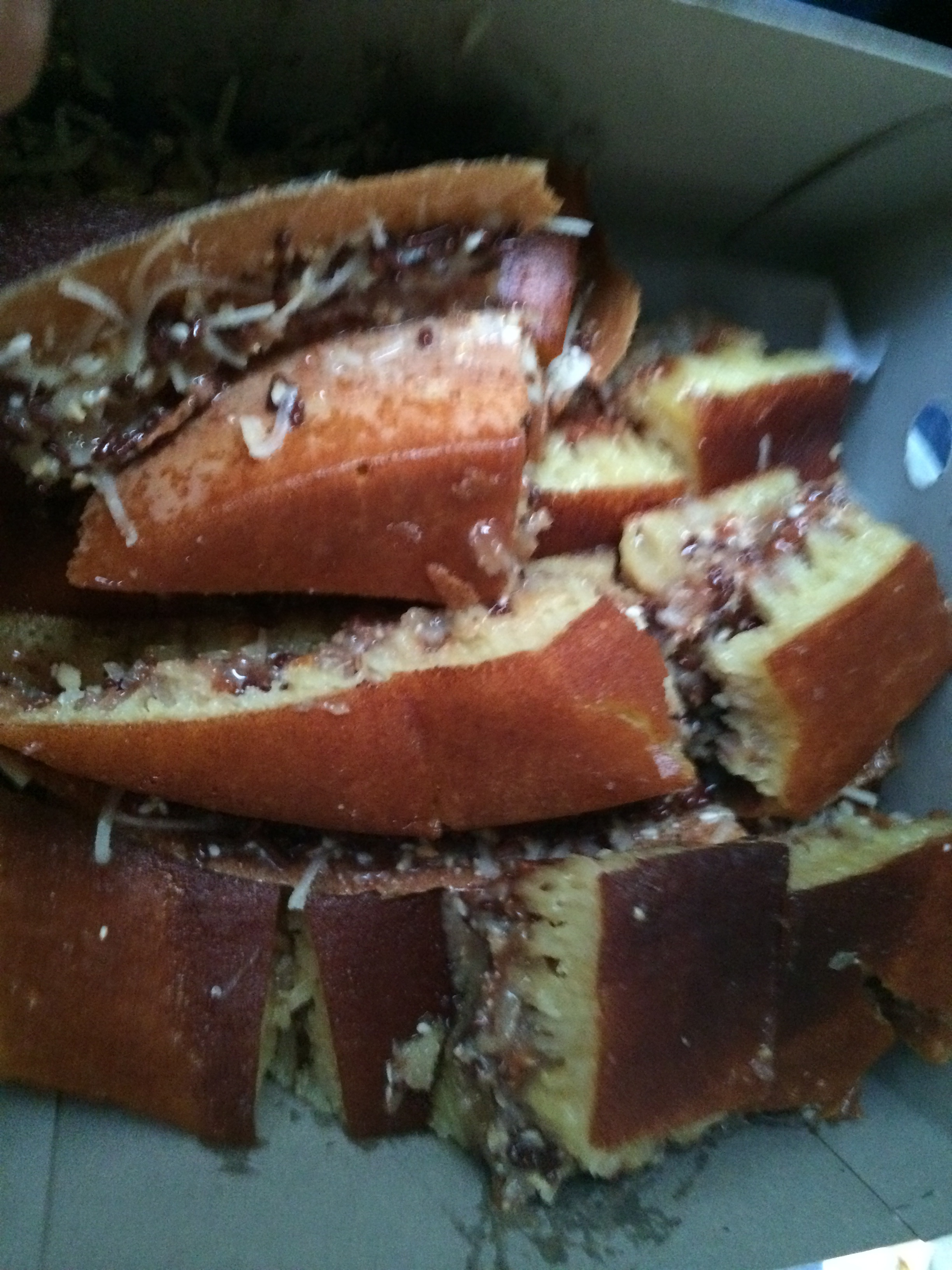
초콜릿 소를 넣은 마르타박 마니스
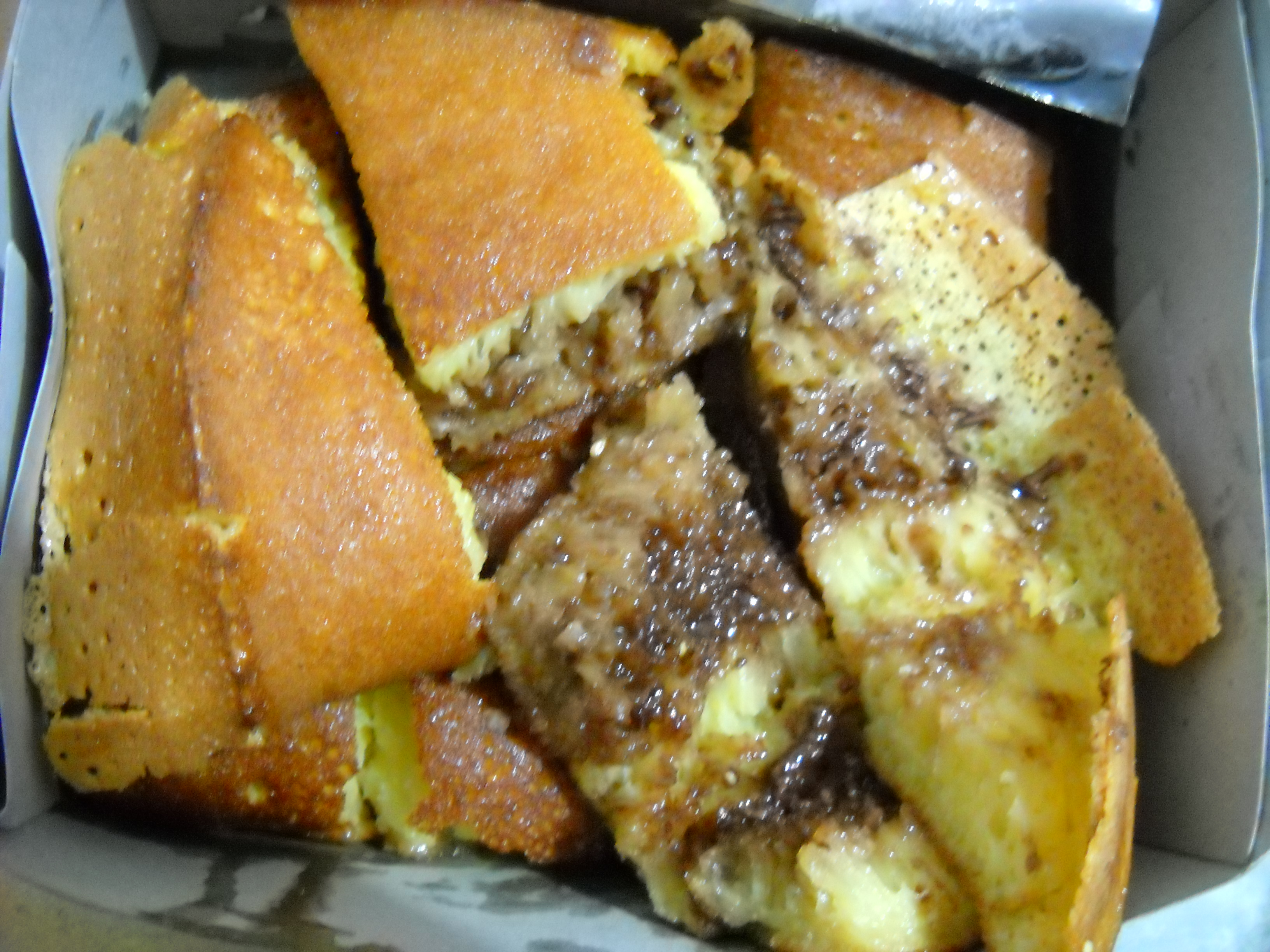
혹 로 판
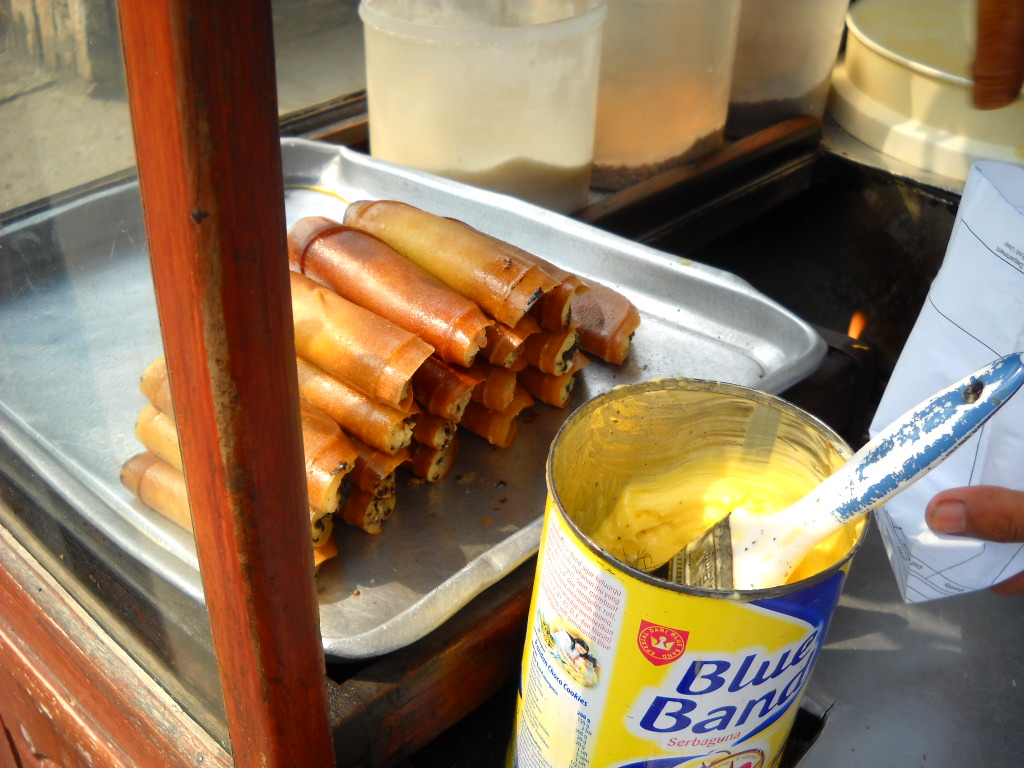
마르타박 미니
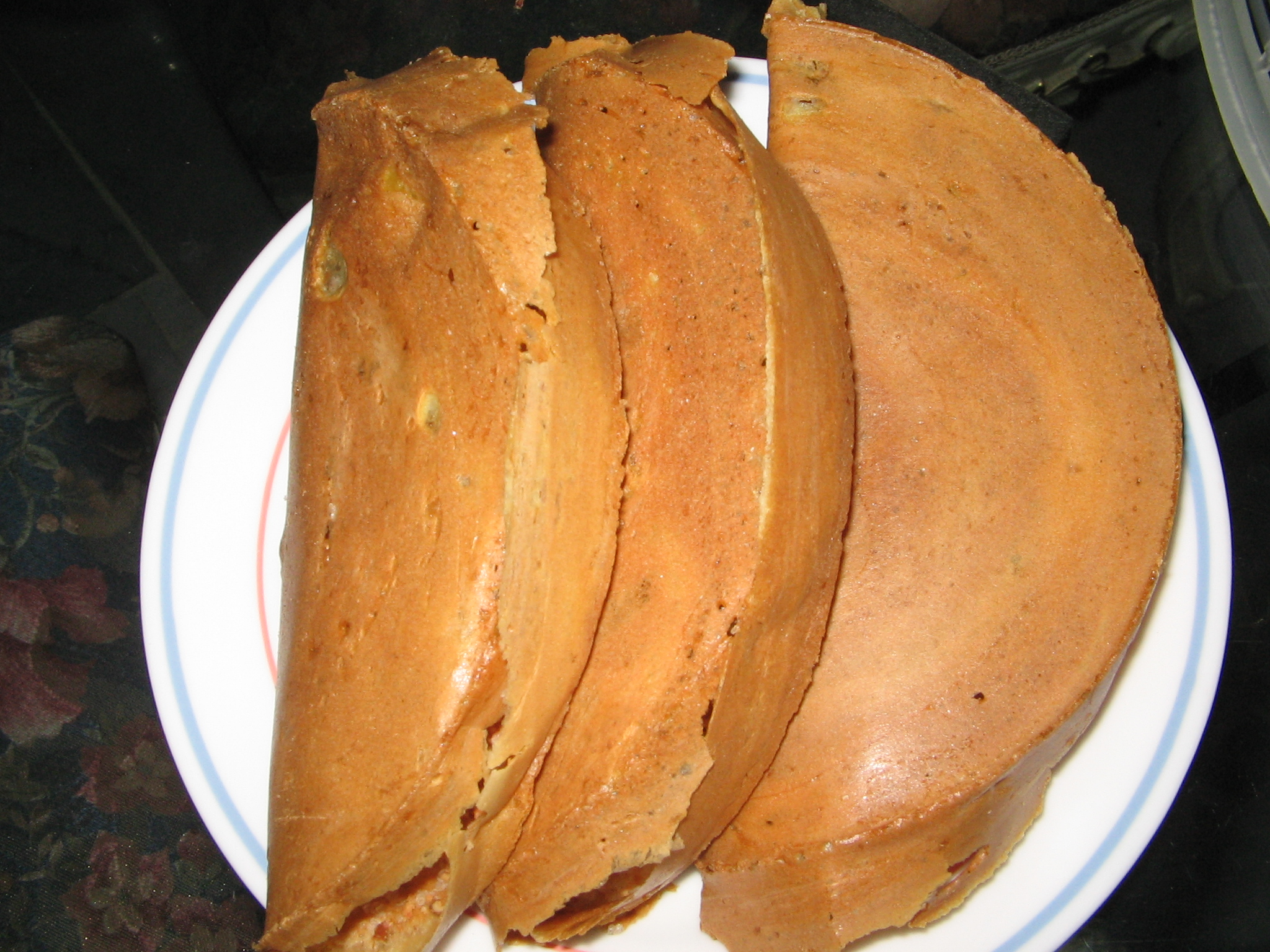
아팜 발릭

## 같이 보기
- 도사
- 팬케이크